# Campeonato Mundial de Atletismo Sub-20 de 2016 - Salto em distância masculino
A prova do salto em distância masculino do Campeonato Mundial de Atletismo Sub-20 de 2016 ocorreu entre os dias 19 e 20 de julho em Bydgoszcz, na Polônia. 

## Recordes
Antes desta competição, os recordes mundiais e do campeonato nesta prova eram os seguintes:
|     | Nome             | Nacionalidade  | Distância | Local      | Data                |
| --- | ---------------- | -------------- | --------- | ---------- | ------------------- |
| WJR | Sergey Morgunov  | Rússia         | 8.35 m    | Cheboksary | 20 de junho de 2012 |
| CR  | James Stallworth | Estados Unidos | 8.20 m    | Plovdiv    | 9 de agosto de 1990 |
| WJL | Shi Yuhao        | China          | 8.30 m    | Ordos      | 27 de junho de 2016 |

## Medalhistas
| Ouro               | Prata                     | Bronze            |
| Maykel Massó (CUB) | Miltiadis Tentoglou (GRE) | Darcy Roper (AUS) |

## Cronograma
Todos os horários são locais (UTC+1).
| Data        | Hora  | Evento       |
| ----------- | ----- | ------------ |
| 19 de julho | 11:55 | Qualificação |
| 20 de julho | 19:45 | Final        |

## Resultados

### Qualificação
Qualificação: 7,70 m (Q) ou pelo menos melhor 12 qualificado (q) 
| Posição | Grupo | Atleta                           | Nacionalidade  | #1   | #2   | #3   | Resultados | Notas                |
| ------- | ----- | -------------------------------- | -------------- | ---- | ---- | ---- | ---------- | -------------------- |
| 1       | A     | Ja'Mari Ward                     | Estados Unidos | 7.30 | 7.48 | 7.96 | 7.96       | Q,                   |
| 2       | A     | Maykel Massó                     | Cuba           | 7.57 | 7.38 | 7.91 | 7.91       | Q                    |
| 3       | B     | Juan Miguel Echevarría           | Cuba           | 6.85 | 7.14 | 7.89 | 7.89       | Q                    |
| 4       | B     | Tobias Capiau                    | Bélgica        | 7.60 | 7.69 | x    | 7.69       | q                    |
| 5       | B     | Yugant Shekhar Singh             | Índia          | 7.45 | 7.68 | –    | –7.68      | DSQ                  |
| 5       | B     | Shemaiah James                   | Austrália      | 7.65 | 7.67 | 7.64 | 7.67       | q                    |
| 6       | A     | Darcy Roper                      | Austrália      | 7.47 | 7.59 | 7.38 | 7.65       | q                    |
| 7       | B     | Yuki Hashioka                    | Japão          | 7.47 | 7.59 | 7.38 | 7.59       | q,                   |
| 8       | B     | Miltiadis Tentoglou              | Grécia         | x    | 7.55 | 7.51 | 7.55       | q                    |
| 9       | A     | Yasser Triki                     | Argélia        | 7.53 | 7.48 | 7.54 | 7.54       | q                    |
| 10      | B     | Jakub Andrzejczak                | Polónia        | 7.53 | 7.17 | 7.51 | 7.53       | q                    |
| 11      | A     | Mouhcine Khoua                   | Marrocos       | 7.52 | x    | 7.36 | 7.52       | q                    |
| 12      | A     | Gabriele Chilá                   | Itália         | 6.90 | 7.21 | 7.52 | 7.52       |                      |
| 13      | A     | Kazuma Adachi                    | Japão          | 7.37 | 7.51 | 7.43 | 7.51       |                      |
| 13      | A     | Anderson Alan dos Reis           | Brasil         | 7.36 | 7.22 | 7.42 | 7.42       |                      |
| 14      | B     | Alex Farquharson                 | Grã-Bretanha   | 7.12 | 7.41 | 7.37 | 7.41       |                      |
| 15      | B     | Thierno Amadou Barry             | Espanha        | 7.40 | x    | 7.39 | 7.40       |                      |
| 16      | A     | Patrick Sylla                    | Grã-Bretanha   | 7.15 | x    | 7.36 | 7.36       |                      |
| 17      | A     | Shawn D. Thompson                | Jamaica        | 7.33 | 7.19 | x    | 7.33       |                      |
| 18      | B     | Lin Tzu-chi                      | Taipé Chinesa  | 6.86 | 6.60 | 7.32 | 7.32       |                      |
| 19      | B     | Yiğit Yeşilçiçek                 | Turquia        | 7.27 | 7.19 | 7.06 | 7.27       |                      |
| 20      | A     | Ivan Vujević                     | Croácia        | x    | x    | 7.25 | 7.25       |                      |
| 21      | B     | Harrison Schrage                 | Estados Unidos | x    | 7.15 | 7.02 | 7.15       |                      |
| 22      | A     | Emre Dalkıran                    | Turquia        | x    | 7.13 | 7.02 | 7.13       |                      |
| 23      | B     | Sung Jin-suok                    | Coreia do Sul  | 7.06 | 6.90 | –    | 7.06       |                      |
| 24      | A     | Panayiotis Mantzouroyiannis      | Grécia         | 6.63 | 7.05 | 7.03 | 7.05       |                      |
| 25      | A     | Hesham Eldesouky                 | Egito          | 6.84 | 6.94 | 6.73 | 6.94       | Recorde pessoal      |
| 26      | B     | Mobarak Qambar                   | Kuwait         | x    | 6.85 | 6.93 | 6.93       |                      |
| 27      | B     | Shreshan Dhananjaya Liyanapedige | Sri Lanka      | 6.86 | 6.86 | 6.92 | 6.92       |                      |
| 28      | A     | Hrachya Amirjanyan               | Armênia        | 6.90 | x    | 6.56 | 6.90       | Recorde da temporada |
| 29      | A     | Héctor Santos                    | Espanha        | 6.65 | 6.83 | x    | 6.83       |                      |
| 30      | B     | O'Brien Wasome                   | Jamaica        | x    | x    | x    | NM         |                      |
| 31      | A     | Fabian Ime Edoki                 | Nigéria        |      |      |      | DNS        |                      |

### Final
A prova final foi realizada no dia 20 de julho às 19:45. 
| Posição           | Atleta                 | Nacionalidade  | #1   | #2   | #3   | #4   | Resultados | Notas                |
| ----------------- | ---------------------- | -------------- | ---- | ---- | ---- | ---- | ---------- | -------------------- |
| Medalha de ouro   | Maykel Massó           | Cuba           | 7.50 | 8.00 | –    | 7.80 | 8.00       |                      |
| Medalha de prata  | Miltiadis Tentoglou    | Grécia         | 7.50 | 7.82 | 7.91 | 7.62 | 7.91       |                      |
| Medalha de bronze | Darcy Roper            | Austrália      | 7.69 | 7.88 | 7.44 | 7.75 | 7.88       | Recorde da temporada |
| 4                 | Yasser Triki           | Argélia        | 7.67 | 7.41 | 7.61 | 7.81 | 7.81       | NJR                  |
| 5                 | Juan Miguel Echevarría | Cuba           | 7.62 | 3.84 | 7.78 | 7.71 | 7.78       |                      |
| 6                 | Ja'Mari Ward           | Estados Unidos | 7.68 | 7.55 | 7.40 | 7.30 | 7.68       |                      |
| 7                 | Shemaiah James         | Austrália      | 7.41 | x    | 7.59 |      | 7.59       |                      |
| 8                 | Jakub Andrzejczak      | Polónia        | x    | 7.31 | 7.45 |      | 7.45       |                      |
| 9                 | Tobias Capiau          | Bélgica        | x    | 7.39 | 6.53 |      | 7.39       |                      |
| 10                | Yuki Hashioka          | Japão          | 7.29 | 7.19 | 7.31 |      | 7.31       |                      |
| 11                | Mouhcine Khoua         | Marrocos       | 6.74 | 7.22 | x    |      | 7.22       |                      |
| 12                | Yugant Shekhar Singh   | Índia          |      |      |      |      | DNS        | [ 3 ]                |

Legenda
| Recorde mundial       | Recorde mundial (World record)               |                       | Recorde africano                      | Recorde africano (African) |                                           | Q | Classificado por posição (Qualified) |
| Recorde do campeonato | Recorde do campeonato (Championship record)  | Recorde da América    | Recorde da América (Americas)         | q                          | Classificado por melhor tempo (Qualified) |   |                                      |
| Melhor marca do ano   | Melhor marca do ano (World leading)          | Recorde asiático      | Recorde asiático (Asian)              | DNS                        | Não largou (Did not start)                |   |                                      |
| Recorde nacional      | Recorde nacional (National record)           | Recorde europeu       | Recorde europeu (European)            | DNF                        | Não terminou (Did not finish)             |   |                                      |
| Recorde pessoal       | Recorde pessoal do atleta (Personal best)    | Recorde da Oceania    | Recorde da Oceania (Oceania)          | DSQ / DQ                   | Desclassificado (Disqualified)            |   |                                      |
| Recorde da temporada  | Recorde da temporada do atleta (Season best) | Recorde sul-americano | Recorde sul-americano (South America) | NM                         | Sem marca (No mark)                       |   |                                      |